# Àsia (filla d'Oceà)
Àsia (en grec antic Ἀσία), va ser, segons la mitologia grega, una oceànide, filla d'Oceà i de Tetis. Donà el seu nom al continent asiàtic.
De vegades se la confon amb Clímene, i es diu que de la seva unió amb el tità Jàpet van néixer Atlas, Meneci, Prometeu i Epimeteu.